# Datamès
Datamès ou Datame  (en grec ancien Δαταμης / Datamès), mort en 361 av. J.-C., est un général de l'empire achéménide et le satrape de Cappadoce sous Artaxerxès II. Il était aussi le chef de la tribu des cadusii,,.

## Biographie

### Origine
Selon Diodore de Sicile, les rois de Cappadoce font remonter leur origine à Cyrus le Grand et affirment aussi qu'ils descendent d'un des sept Perses qui ont fait mourir le mage Smerdis). Ils établissent ainsi leur généalogie à partir de Cyrus : Atossa était sœur légitime de Cambyse Ier, père de Cyrus ; elle eut d'un certain Pharnakès, « roi de Cappadoce », un fils appelé Gallus qui engendra Smerdis, père d'Artamnès, lequel eut un fils nommé Anaphas, homme courageux, entreprenant, et l'un des sept Perses meurtriers de Smerdis. Anaphas ou Otanès aurait obtenu la souveraineté sur la Cappadoce sans payer de tribut aux Perses ; il aurait eu un successeur homonyme qui laissa en mourant deux fils, Datamès et Arimnée. Toutefois, selon son biographe Cornélius Népos, Datamès était le fils d'un nommé Camisarès qui « gouvernait la portion de Cilicie qui touchait la Cappadoce et qu'habitent les Syriens blancs ».

### Révolte contreArtaxerxèsII
Datamès commence sa carrière sous le règne d'Artaxerxès II. C'est un homme distingué par son courage guerrier et loué pour son gouvernement. Il remporte d'importantes victoires sur les ennemis de ce prince, en premier lieu lors des guerres contre les Cadusiens en 385/384 et 374, sur Thuys de Paphlagonie dans les années 380, et enfin sur Aspis de Cataonie.
C'est alors que la rupture avec le Grand Roi intervient. Alerté par son ami Pandantès, « gardien du trésor royal », qu'un complot de courtisans jaloux s'ourdit contre lui à la cour d'Artaxerxès II, Datamès se résout à faire sécession. Il se révolte en Cappadoce et défait le satrape Artabaze envoyé contre lui. Malgré la trahison de son propre beau-père Mithrobarzanès, qui fait défection avec sa cavalerie, il parvient de la sorte à maintenir son indépendance pendant quelques années.
Datamès est ensuite trahi par son fils aîné, Sysinas, qui passe du côté du Grand-Roi. Datamès est ensuite attaqué par Autophradatès, satrape de Sardes, qui a reçu des instructions royales et qui, dans l'incapacité de vaincre son adversaire, conclut une trêve avec lui. C'est la trahison qui vient finalement à bout du rebelle. Mithiridate, fils d'Ariobarzane, mandaté par le roi, attire Datamès dans un guet-apens et le tue en 361.
Cornélius Népos a écrit une Vie qui lui est consacrée.